# Bad Bederkesa
Bad Bederkesa este o comună din landul Saxonia Inferioară, Germania.